# Minh Tân, Đông Hưng
Minh Tân là một xã thuộc huyện Đông Hưng, tỉnh Thái Bình, Việt Nam.

## Diện tích và dân số
Xã Minh Tân có diện tích 4,06 km². Theo Tổng điều tra dân số năm 1999, xã Minh Tân có số dân 4.868 người.

## Địa giới hành chính
Xã Minh Tân nằm ở phía tây của huyện Đông Hưng, thuộc hữu ngạn sông Tiên Hưng.
- Phía đông giáp xã Lô Giang, huyện Đông Hưng;
- Phía nam giáp xã Thăng Long, huyện Đông Hưng;
- Phía tây giáp xã Hồng Lĩnh, huyện Hưng Hà;
- Phía bắc giáp xã Chi Lăng, huyện Hưng Hà và xã Lô Giang, huyện Đông Hưng.

## Giao thông
Xã Minh Tân có quốc lộ 39A chạy qua.

## Di tích
Xã Minh Tân xưa từng là nơi diễn ra trận đánh Lục Đầu Giang chiến lược trong cuộc kháng chiến chống Tống lần thứ nhất. Do vậy hiện còn đền thờ Vua Lê Đại Hành, là một trong 14 vị anh hùng dân tộc tiêu biểu của Việt Nam.